# Lill-Rörtjärnen (Åre socken, Jämtland)
Lill-Rörtjärnen är en sjö i Åre kommun i Jämtland och ingår i Indalsälvens huvudavrinningsområde.